# Aeropuerto Río Amazonas
El Aeropuerto Río Amazonas (IATA: PTZ, OACI: SESM) está localizado en la parroquia Shell, cantón Mera en la Provincia de Pastaza en Ecuador. 

## Historia
El aeropuerto fue establecido en 1937 por Royal Dutch Shell y abandonado en 1948. En 1949 la Mission Aviation Fellowship, un grupo misionero cristiano, se estableció en el área. Desde entonces, su filial ecuatoriana Alas de Socorro del Ecuador ha usado el aeropuerto como su base principal hasta la actualidad.
La desaparecida aerolínea Transportes Aéreos Orientales (TAO) estableció aquí su base desde 1949 hasta su desaparición en 2012. Trabajaba con una flota de pequeños aviones de hélice y helicópteros, aunque también llegó a volar con aviones Junkers Ju-52 y Douglas DC-3 durante las décadas de 1950, 1960 y 1970. Operaban vuelos chárter que trasladaban enfermos, médicos, sacerdotes, misioneros, ingenieros e incluso antropólogos. También prestaban servicios de aerofotogrametría, correos y transporte de sueldos a los funcionarios públicos. Hay que tener en cuenta que estas regiones remotas no tuvieron carreteras asfaltadas hasta los años 80 del siglo XX.

## Estadísticas
|            | Pasajeros |
| Nacionales |           |
| ---------- | --------- |
| 2016       | 11.706    |
| 2017       | 13.816    |
| 2018       | 11.546    |
| 2019       | 26.831    |
| 2020       | 16.578    |
| 2021       | 5.807     |
| 2022       | 8.764     |
| 2023       | 9642      |